# Черноръка скокливка
Черноръката скокливка (Callicebus melanochir) е вид бозайник от семейство Сакови (Pitheciidae). Видът е световно застрашен, със статут Уязвим.

## Разпространение
Разпространен е в Бразилия.